# Edoardo Menichelli

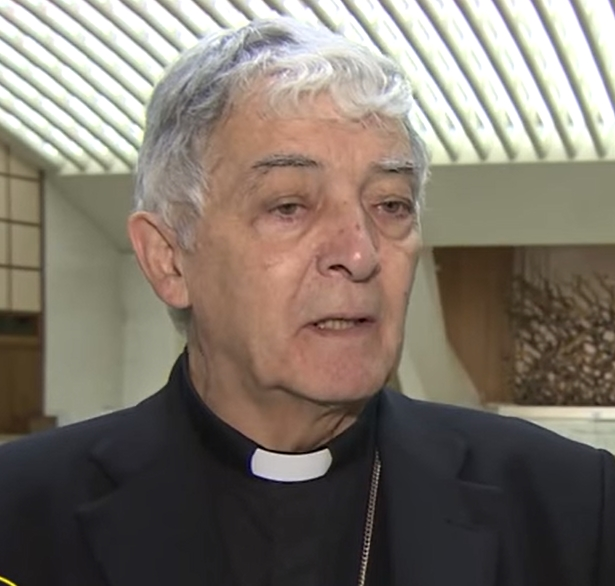
Edoardo Kardinal Menichelli (2015)

Kardinalswappen von Edoardo Menichelli

Edoardo Kardinal Menichelli (* 14. Oktober 1939 in San Severino Marche, Provinz Macerata, Italien) ist emeritierter Erzbischof von Ancona-Osimo.

## Leben
Edoardo Menichelli erwarb ein Lizenziat in Pastoraltheologie an der Päpstlichen Lateranuniversität und empfing am 3. Juli 1965 die Priesterweihe. Bis 1968 wirkte er als Pfarrer in seiner Heimatstadt. Von 1968 bis 1991 war er Offizial an der Apostolischen Signatur. Ab 1992 war Menichelli in der Kongregation für die orientalischen Kirchen tätig, wo er unter anderem Sondergesandter des Kardinalpräfekten Achille Silvestrini war.
Papst Johannes Paul II. ernannte ihn am 10. Juni 1994 zum Erzbischof von Chieti-Vasto. Der Kardinalpräfekt der Kongregation für die orientalischen Kirchen, Achille Kardinal Silvestrini, spendete ihm am 9. Juli desselben Jahres die Bischofsweihe; Mitkonsekratoren waren Antonio Valentini, Alterzbischof von Chieti-Vasto, und Piergiorgio Silvano Nesti CP, Erzbischof von Camerino-San Severino Marche.
Am 8. Januar 2004 wurde er zum Erzbischof von Ancona-Osimo ernannt und am 7. März desselben Jahres in das Amt eingeführt.
Im feierlichen Konsistorium vom 14. Februar 2015 nahm ihn Papst Franziskus als Kardinalpriester mit der Titelkirche Sacri Cuori di Gesù e Maria a Tor Fiorenza in das Kardinalskollegium auf. Am 13. April 2015 ernannte er ihn zum Mitglied der Kongregation für die orientalischen Kirchen und des Päpstlichen Rates für die Pastoral im Krankendienst. Von 2015 bis 2017 war Kardinal Menichelli Präsident der regionalen Bischofskonferenz der Kirchenregion Marken.
Am 14. Juli 2017 nahm Papst Franziskus seinen altersbedingten Rücktritt an. Am 30. September 2017 ernannte ihn Papst Franziskus zum Mitglied der Apostolischen Signatur.

## Ehrungen und Auszeichnungen
- Großkreuz des Ritterordens vom Heiligen Grab zu Jerusalem, verliehen durch Kardinalgroßmeister Edwin Frederick O’Brien (2015)[6]